# Ярка (река)
Ярка — река в России, протекает в Ханты-Мансийском АО. Река вытекает из озера Большое Фочкино, в которое впадает речка Чаега. Ярка впадает в систему проток и озёр (Дальний Сор, Летний Сор) близ русла Иртыша. Длина реки составляет 48 км.

## Данные водного реестра
По данным государственного водного реестра России, Ярка относится к Иртышскому бассейновому округу, водохозяйственный участок реки — Иртыш от впадения реки Тобол до города Ханты-Мансийск (выше), без реки Конда, речной подбассейн реки — бассейны притоков Иртыша от Тобола до Оби. Речной бассейн реки — Иртыш.
Код объекта в государственном водном реестре — 14010700112115300015535.